# Нильсен, Патрик
Патрик Рейнхард Нильсен (англ. Patrick Reinhard Nielsen; род. 23 марта 1991, Копенгаген, Дания) — датский боксёр-профессионал, выступающий в средней, во второй средней и в полутяжёлой весовых категориях.
Среди профессионалов бывший чемпион по версии WBA International (2015) во 2-м среднем весе. И бывший чемпион по версиям WBC Silver (2014), WBA Inter-Continental (2012—2014) и WBO Inter-Continental (2013—2014), чемпион мира среди молодёжи по версии IBF Youth (2011) в среднем весе.

## Биография
Родился 23 марта 1991 года в Копенгагене, в Дании.

## Профессиональная карьера
Первый свой профессиональный бой Патрик провёл 12 сентября 2009 года, одержав победу техническим нокаутом над венгерским боксёром Золтаном Боровиксом.
1 июня 2014 года Патрик единогласным решением судей (счёт: 113-115, 112-116, 111-117) проиграл бой российскому боксёру Дмитрию Чудинову который защитил титул временного чемпиона мира по версии WBA в средней весе.
14 марта 2015 года Патрик завоевал вакантный титул чемпиона мира по версии WBA International во 2-м среднем весе, досрочно победив техническим нокаутом опытного американского боксёра Джорджа Тахдооахниппаха (34-1-2).

## Таблица профессиональных поединков
В таблице перечислены результаты всех поединков боксёров.
В каждой строке указан результат поединка. Дополнительно номер поединка обозначен цветом, который обозначает итог поединка. Расшифровка обозначений и цветов представлена в нижеследующей таблице.
| Пример | Расшифровка                     |
| ------ | ------------------------------- |
|        | Победа                          |
|        | Ничья                           |
|        | Поражение                       |
|        | Планируемый поединок            |
|        | Поединок признан несостоявшимся |
| КО     | Нокаут                          |
| ТКО    | Технический нокаут              |
| PTS    | Решение судей (по очкам)        |
| UD     | Единогласное решение судей      |
| MD     | Решение большинства судей       |
| SD     | Раздельное решение судей        |
| RTD    | Отказ от продолжения боя        |
| DQ     | Дисквалификация                 |
| NC     | Поединок признан несостоявшимся |

| 33 поединка, 30 побед (14 нокаутом), 3 поражения.        | 33 поединка, 30 побед (14 нокаутом), 3 поражения. | 33 поединка, 30 побед (14 нокаутом), 3 поражения. | 33 поединка, 30 побед (14 нокаутом), 3 поражения.    | 33 поединка, 30 побед (14 нокаутом), 3 поражения. | 33 поединка, 30 побед (14 нокаутом), 3 поражения.                                                                                |
| Бой                                                      | Дата                                              | Соперник                                          | Место проведения                                     | Результат                                         | Примечание |
| -------------------------------------------------------- | ------------------------------------------------- | ------------------------------------------------- | ---------------------------------------------------- | ------------------------------------------------- | --- |
| 33                                                       | 5 октября 2019                                    | Армен Епремян (9-1-2)                             | Gilleleje Hallen, Гиллелейе, Дания                   | UD 8 (8)                                          | Счёт: 80-72, 79-73 (дважды). |
| 32                                                       | 28 апреля 2018                                    | Артур Абрахам (46-6)                              | Baden Arena, Оффенбург, Германия                     | SD 12 (12)                                        | Счёт: 114-113, 111-116 (дважды). Бой за вакантный титул чемпиона по версии WBO International во 2-м среднем весе.                |
| 31                                                       | 14 октября 2017                                   | Джон Райдер (24-4)                                | Уэмбли Арена, Уэмбли, Лондон, Англия, Великобритания | KO 5 (10), 3:00                                   | |
| 30                                                       | 21 января 2017                                    | Дейбис Беррокаль (17-3)                           | Struer Arena, Струэр, Дания                          | UD 10 (10)                                        | Счёт: 98-91 (трижды). |
| 29                                                       | 12 декабря 2015                                   | Руди Маркуссен (39-3)                             | Brondby Hallen, Брённбю, Дания                       | TKO 3 (12), 1:24                                  | |
| 28                                                       | 12 сентября 2015                                  | Самир Дос Сантос Барбоза (36-12-3)                | Arena Nord, Фредериксхавн, Дания                     | KO 4 (10), 2:57                                   | |
| 27                                                       | 20 июня 2015                                      | Чарльз Адаму (23-6)                               | Ballerup Super Arena, Баллеруп, Дания                | UD 12 (12)                                        | Счёт: 120-108 (трижды). Защитил титул чемпиона мира по версии WBA International во 2-м среднем весе.                             |
| 26                                                       | 2 мая 2015                                        | Рубен Акоста Эдуардо (30-11-5)                    | Frederiksberg Hallerne, Копенгаген, Дания            | UD 10 (10)                                        | Счёт: 99-91 (трижды). |
| 25                                                       | 14 марта 2015                                     | Джордж Тахдооахниппах (34-1-2)                    | Ballerup Super Arena, Баллеруп, Дания                | RTD 7 (12), 3:00                                  | Завоевал вакантный титул чемпиона мира по версии WBA International во 2-м среднем весе.                                          |
| Перешёл во второй средний вес — 168 фунтов (до 76,2 кг). |                                                   |                                                   |                                                      |                                                   | |
| 24                                                       | 13 декабря 2014                                   | Лукаш Вавжичек (20-3-2)                           | MusikTeatret, Альбертслунн, Дания                    | UD 10 (10)                                        | Счёт: 100-90, 99-91, 98-93. |
| 23                                                       | 1 июня 2014                                       | Дмитрий Чудинов (12-0-2)                          | «Арена Мытищи», Мытищи, Россия                       | UD 12 (12)                                        | Счёт судей: 113-115, 112-116, 111-117. Бой за титул временного чемпиона мира по версии WBA (1-я защита Чудинова) в среднем весе. |
| 22                                                       | 15 февраля 2014                                   | Тони Джетер (16-3-1)                              | MusikTeatret, Альбертслунн, Дания                    | KO 2 (12), 1:06                                   | Завоевал вакантный титул чемпиона по версии WBC Silver в среднем весе.                                                           |
| Бои в средний вес — 160 фунтов (до 72,6 кг).             |                                                   |                                                   |                                                      |                                                   | |